# Dothidella millepunctata
Dothidella millepunctata är en svampart som först beskrevs av Berk. & M.A. Curtis, och fick sitt nu gällande namn av Pier Andrea Saccardo 1883. Dothidella millepunctata ingår i släktet Dothidella och familjen Polystomellaceae.   Inga underarter finns listade i Catalogue of Life.